# Винков Връх
Винков Връх (на словенски: Vinkov Vrh) е село в Словения, регион Югоизточна Словения, община Жужемберк. Според Националната статистическа служба на Република Словения през 2015 г. селото има 41 жители.